# Светско првенство у пливању 2015 — 4 х 100 м слободно за жене
Такмичење у пливању у штафети 4 х 100 метара слободно за жене на Светском првенству у пливању 2015. одржало се 2. августа (квалификације у јутарњем, а финале у поподневном делу програма) као део програма Светског првенства у воденим спортовима. Трке су се одржавале у базену Казањске арене у граду Казању (Русија).
За трке је првобитно било пријављено 20 репрезентација за које је пливало укупно 86 такмичарки. Титулу светских првакиња из 2013. нису успеле да одбране репрезентативке Сједињених Држава које су финалну штафетну трку завршиле на трећем месту. Нове светске првакиње постале су чланице штафете Аустралије, док је сребрна медаља припала репрезентацији Холандије.
Аустралијска репрезентација у финалу је наступила у саставу Емили Сибом, Ема Макион, Бронте Кембел и Кејт Кембел.

## Освајачи медаља
|                                                                   | Резултат                           |                                                   | Резултат                        |                                                            | Резултат                           |
|                                                                   |                                    |                                                   |                                 |                                                            |                                    |
| Аустралија                                                        | 3:31,48                            | Холандија                                         | 3:33,67                         | САД                                                        | 3:34,61                            |
|                                                                   |                                    |                                                   |                                 |                                                            |                                    |
| Е. Сибом Е. Макион Б. Кембел К. Кембел М. Вилсон М. Рајт Б. Барат | (53,92) (53,57) (51,77) (52,22) ×× | Кромовиђојо ван дер Мер М. Стенберген Ф. Хемскерк | (53,30) (54,50) (53,88) (51,99) | М. Френклин М. Гир Л. Нил С. Мануел Ш. Вриланд A. Вајтзеил | (53,68) (54,14) (53,70) (53,09) ×× |

## Званични рекорди
Пре почетка такмичења званични свестки рекорд и рекорд шампионата у овој дисциплини су били следећи:
| Рекорд                     | Име        | Резултат | Место             | Датум         |
| -------------------------- | ---------- | -------- | ----------------- | ------------- |
| Светски рекорд             | Аустралија | 3:30,98  | Глазгов (Шкотска) | 24. јул 2014. |
| Рекорд светских првенстава | Холандија  | 3:31,72  | Рим (Италија)     | 26. јул 2009. |

У финалној трци постављен је нови рекорд светских првенстава који сада износи:
| Датум     | Трка   | Репрезентација | Резултат | Рекорд |
| --------- | ------ | -------------- | -------- | ------ |
| 2. август | финале | Аустралија     | 3:31,48  | РСП    |

## Квалификације
У квалификацијама се пливало у 2 квалификационе групе, са по 10 штафета у свакој. Пласман у финале обезбедило је 8 штафета које су у квалификацијама оствариле најбоља времена.
Квалификационе трке пливане су 2. августа у јутарњем делу програма, са почетком у 11:58 по локалном времену.
| ПЛ. | Трка | Стаза | Штафета    | Састав | Резултат | Нап. |
| --- | ---- | ----- | ---------- | --- | -------- | ---- |
| 1.  | 2    | 9     | САД        | Шенон Вриланд (54,37) Аби Вајтзеил (53,85) Марго Гир (53,37) Лија Нил (53,93)                                | 3:35,52  | КВ   |
| 2.  | 2    | 8     | Аустралија | Емили Сибом (53,93) Медисон Вилсон (53,82) Мелани Шлангер (53,51) Бронте Барат (54,60)                       | 3:35,86  | КВ   |
| 3.  | 1    | 7     | Холандија  | Мауд ван дер Мер (54,69) Марит Стенберген (54,72) Фемке Хемскерк (53,00) Раноми Кромовиђојо (53,50)          | 3:35,91  | КВ   |
| 4.  | 1    | 3     | Шведска    | Мишел Колеман (54,00) Луис Хансон (54,30) Магдалена Курас (55,19) Сара Шестрем (52,75)                       | 3:36,24  | КВ   |
| 5.  | 1    | 9     | Канада     | Сандрин Меинвил (54,57) Мишел Вилијамс (54,06) Викторија Пун (54,91) Шантал ван Ландегем (54,10)             | 3:37,64  | КВ   |
| 5.  | 2    | 1     | Кина       | Џу Менгхуеј (54,14) Танг Јутинг (54,55) Фанг Ји (54,96) Шен Дуо (53,99)                                      | 3:37,64  | КВ   |
| 7.  | 1    | 6     | Италија    | Ерика Ферајоли (54,77) Силвиа Ди Пјетро (54,13) Федерика Пелегрини (53,92) Лаура Летрари (55,06)             | 3:37,88  | КВ   |
| 8.  | 2    | 5     | Француска  | Шарлот Боне (53,95) Берил Гасталдело (54,76) Кло Аш (54,89) Ана Сантаманс (54,75)                            | 3:38,35  | КВ   |
| 9.  | 2    | 3     | Јапан      | Мики Учида (54,25) Рикако Икеје (54,63) Мисаки Јамагучи (54,58) Јајој Мацумото (55,01)                       | 3:38,47  |      |
| 10. | 2    | 2     | Русија     | Вероника Попова (54,51) Наталија Ловцова (54,66) Викторија Андрејева (54,49) Марија Камењева (54,97)         | 3:38,63  |      |
| 11. | 1    | 4     | Бразил     | Лариса Оливеира (55,08) Грасијел Ерман (55,96) Етијен Медеирос (54,49) Дајнара де Паула (54,71)              | 3:40,24  |      |
| 12. | 2    | 4     | Пољска     | Катажина Вилк (54,86) Алицја Тхож (55,11) Александра Урбањчик (56,16) Ана Довгјерт (54,76)                   | 3:40,89  |      |
| 13. | 1    | 1     | Немачка    | Аника Брун (55,34) Доротеа Брант (54,99) Александра Венк (55,02) Марлен Хунтер (56,21)                       | 3:41,56  |      |
| 14. | 1    | 5     | Хонгконг   | Камил Ченг (55,58) Стефани Ау (56,30) Сзе Ханг Ју (55,40) Шобан Хаухеј (54,83)                               | 3:42,11  |      |
| 15. | 1    | 0     | Швајцарска | Марија Уголкова (56,42) Саша Турецки (55,49) Данијел Виљарс (55,42) Ноеми Жирард (56,37)                     | 3:43,70  |      |
| 16. | 2    | 6     | Аустрија   | Биргит Кошишек (55,70) Лиза Цајзер (54,95) Лена Кројндл (56,88) Јердис Штајнегер (56,53)                     | 3:44,06  |      |
| 17. | 1    | 2     | Колумбија  | Исабела Арсила (56,19) каролина Колорадо Енао (56,18) Марија Алварез Пуљезе (57,68) Хесика Кампосано (56,10) | 3:46,15  |      |
| 18. | 1    | 8     | Сингапур   | Аманда Лим (57,44) Квах Тинг Вен (56,22) Марина Чан (58,78) Рејчел Ценг (58,66)                              | 3:51,10  |      |
| 19. | 2    | 0     | Турска     | Гизем Бозкурт (58,33) Јекатерина Аврамова (55,92) Мерве Ероглу (1:00,89) Халиме Зулал Зерен (58,08)          | 3:53,22  |      |
| 20  | 2    | 7     | Финска     | Хана-Марија Сепеле (55,83) Мимоза Јалов (55,43) Роса Мерт (57,26) Фани Теијонсало (ДСК)                      | ××       | ДСК  |

Напомена: КВ - квалификација; ДСК - дисквалификација

## Финале
Финална трка пливана је 2. августа у вечерњем делу програма, са почетком у 18:45 по локалном времену.
| ПЛ. | Стаза | Штафета    | Састав                                                                                              | Резултат | Нап. |
| --- | ----- | ---------- | --------------------------------------------------------------------------------------------------- | -------- | ---- |
|     | 5     | Аустралија | Емили Сибом (53,92) Ема Макион (53,57) Бронте кемпбел (51,77) Кејт Кембел (52,22)                   | 3:31,48  | РСП  |
| 2   | 3     | Холандија  | Раноми кромовиђојо (53,30) Мауд ван дер Мер (54,50) Марит Стенберген (53,88) Фемке Хемскерк (51,99) | 3:33,67  |      |
| 3   | 4     | САД        | Миси Френклин (53,68) Марго Гир (54,14) Лија Нил (53,70) Симон Мануел (53,09)                       | 3:34,61  |      |
| 4.  | 6     | Шведска    | Мишел Колеман (54,43) Луис Хансон (53,84) Сара Шестрем (52,38) Магдалена Курас (55,06)              | 3:35,71  |      |
| 5.  | 2     | Канада     | Сандрин Меинвил (53,85) Мишел Вилијамс (54,54) Шантал ван Ландегем (53,51) Кетрин Савард (54,54)    | 3:36,44  |      |
| 6.  | 1     | Италија    | Ерика Ферајоли (54,80) Силвиа Ди Пјетро (53,63) Лаура Летрари (55,00) Федерика Пелегрини (53,73)    | 3:37,16  |      |
| 7.  | 7     | Кина       | Џу Менгхуеј (54г38) Танг Јутинг (54г45) Фанг Ји (54,98) Шен Дуо (53,83)                             | 3:37,64  |      |
| 8.  | 8     | Француска  | Шарлот Боне (54,10) Берил Гасталдело (54,89) Кло Аш (54,84) Ана Сантаманс (54,63)                   | 3:38,46  |      |

Напомена: РСП - рекорд светских првенстава